# مالک نیومن
مالک نیومن (انگلیسی: Malik Newman؛ زادهٔ ۲۱ فوریهٔ ۱۹۹۷) بازیکن بسکتبال اهل ایالات متحده آمریکا است.

## حرفه
وی در مسابقات کشوری و بین‌المللی در مجموع برندهٔ ۲ مدال طلا شده‌است.